# David Raum
David Raum (sinh ngày 22 tháng 4 năm 1998) là một cầu thủ bóng đá chuyên nghiệp người Đức hiện đang thi đấu ở vị trí tiền vệ cánh trái hoặc hậu vệ trái cho câu lạc bộ RB Leipzig tại Bundesliga và Đội tuyển bóng đá quốc gia Đức.

## Sự nghiệp câu lạc bộ

### Greuther Fürth
Raum sinh ra ở Nürnberg và bắt đầu chơi bóng tại câu lạc bộ địa phương Tuspo Nürnberg khi mới 4 tuổi. Lúc 8 tuổi, anh được tuyển vào học viện trẻ của SpVgg Greuther Fürth ở thị trấn lân cận và chơi cho tất cả các cấp đội trẻ của họ.
Là một cầu thủ U-19, Raum đã có được kinh nghiệm đầu tiên khi là thành viên của đội một từ mùa giải 2. Bundesliga 2017–18. Trong hai vòng đầu tiên của DFB-Pokal 2017–18, anh ghi bàn trong cả hai trận, nhưng không giúp đội lọt vào vòng cuối cùng cùng sau thất bại trước FC Ingolstadt. Ngoài ra, Raum đã có 20 lần ra sân ở giải hạng hai của Đức và chủ yếu là cầu thủ dự bị trong những mùa giải tiếp theo. Hợp đồng của anh, dự kiến hết hạn vào tháng 6 năm 2020, đã được gia hạn với tùy chọn thêm một năm vào tháng 5 năm 2020.

### TSG 1899 Hoffenheim
Raum gia nhập TSG 1899 Hoffenheim vào mùa giải Bundesliga 2021–22 theo dạng chuyển nhượng tự do. Anh ký hợp đồng vào tháng 1 năm 2021 với thời hạn đến ngày 30 tháng 6 năm 2025 và hợp đồng này được gia hạn sớm đến năm 2026 vào ngày 21 tháng 1 năm 2022. Raum có trận ra mắt cho TSG ở vòng đầu tiên của DFB-Pokal trong chiến thắng 3–2 trên sân khách trước Viktoria Köln vào tháng 8 năm 2021. Ở Hoffenheim, Raum ngay lập tức được đá chính thường xuyên trong đội hình xuất phát. Anh chơi tổng cộng 32 trận và ghi ba bàn  trong mùa giải Bundesliga đầu tiên. Với màn trình diễn thuyết phục của mình, Raum đã được người hâm mộ TSG Hoffenheim bầu chọn là Cầu thủ xuất sắc nhất mùa giải vào tháng 6 năm 2022.

### RB Leipzig
Không lâu trước khi mùa giải 2022–23 bắt đầu, Raum gia nhập câu lạc bộ RB Leipzig ở Bundesliga với giá 26 triệu euro và ký hợp đồng có thời hạn đến ngày 30 tháng 6 năm 2027. Sau khi giành chiến thắng 2–0 trước Eintracht Frankfurt ở DFB-Pokal, anh đã cùng Leipzig giành chức vô địch Cúp bóng đá Đức vào ngày 3 tháng 6 năm 2023. Vào ngày 16 tháng 9 năm 2023, anh ghi bàn thắng đầu tiên cho câu lạc bộ trong chiến thắng 3–0 trước Augsburg. Một tháng sau, vào ngày 25 tháng 10, anh ghi bàn thắng đầu tiên cho câu lạc bộ tại Champions League trong chiến thắng 3–1 trước Sao Đỏ Beograd.

## Sự nghiệp quốc tế
Raum đã có tổng cộng 11 lần ra sân quốc tế ở cấp độ U-19 và U-20. Sau khi ra mắt vào ngày 17 tháng 11 năm 2020 trong chiến thắng 2–1 trước Xứ Wales với đội U-21, huấn luyện viên đội tuyển quốc gia U-21 là Stefan Kuntz đã gọi anh vào đội tham dự Giải vô địch U-21 châu Âu 2021. Anh được sử dụng trong tất cả các trận đấu khi Đức giành vô địch chung cuộc sau khi giành chiến thắng 1–0 trước Bồ Đào Nha.
Anh ra mắt đội tuyển quốc gia Đức trong chiến thắng 6–0 tại vòng loại FIFA World Cup 2022 trước Armenia vào ngày 5 tháng 9 năm 2021.
Vào tháng 11 năm 2022, anh được Hansi Flick điền tên vào đội hình tham dự FIFA World Cup 2022.
Vào ngày 7 tháng 6 năm 2024, anh có tên trong đội hình 26 người chung cuộc tham dự UEFA Euro 2024.

## Thống kê sự nghiệp

### Câu lạc bộ
Tính đến 3 tháng 5 năm 2024
| Câu lạc bộ          | Mùa giải            | Giải vô địch        | Giải vô địch | Giải vô địch | Cúp quốc gia | Cúp quốc gia | Châu lục | Châu lục | Khác | Khác | Tổng cộng | Tổng cộng |
| Câu lạc bộ          | Mùa giải            | Hạng đấu            | Trận         | Bàn          | Trận         | Bàn          | Trận     | Bàn      | Trận | Bàn  | Trận      | Bàn       |
| ------------------- | ------------------- | ------------------- | ------------ | ------------ | ------------ | ------------ | -------- | -------- | ---- | ---- | --------- | --------- |
| Greuther Fürth II   | 2016–17             | Regionalliga Bayern | 5            | 0            | —            | —            | —        | —        | 4    | 1    | 9         | 1         |
| Greuther Fürth II   | 2017–18             | Regionalliga Bayern | 5            | 0            | —            | —            | —        | —        | —    | —    | 5         | 0         |
| Greuther Fürth II   | 2018–19             | Regionalliga Bayern | 5            | 1            | —            | —            | —        | —        | —    | —    | 5         | 1         |
| Greuther Fürth II   | 2019–20             | Regionalliga Bayern | 1            | 0            | —            | —            | —        | —        | —    | —    | 1         | 0         |
| Greuther Fürth II   | Tổng cộng           | Tổng cộng           | 16           | 1            | —            | —            | —        | —        | 4    | 1    | 20        | 2         |
| Greuther Fürth      | 2016–17             | 2. Bundesliga       | 5            | 0            | 0            | 0            | —        | —        | —    | —    | 5         | 0         |
| Greuther Fürth      | 2017–18             | 2. Bundesliga       | 20           | 1            | 2            | 2            | —        | —        | —    | —    | 22        | 3         |
| Greuther Fürth      | 2018–19             | 2. Bundesliga       | 16           | 1            | 0            | 0            | —        | —        | —    | —    | 16        | 1         |
| Greuther Fürth      | 2019–20             | 2. Bundesliga       | 19           | 1            | 0            | 0            | —        | —        | —    | —    | 19        | 1         |
| Greuther Fürth      | 2020–21             | 2. Bundesliga       | 34           | 1            | 3            | 0            | —        | —        | —    | —    | 37        | 1         |
| Greuther Fürth      | Tổng cộng           | Tổng cộng           | 94           | 4            | 5            | 2            | —        | —        | —    | —    | 99        | 6         |
| TSG Hoffenheim      | 2021–22             | Bundesliga          | 32           | 3            | 3            | 0            | —        | —        | —    | —    | 35        | 3         |
| RB Leipzig          | 2022–23             | Bundesliga          | 28           | 0            | 4            | 0            | 8        | 0        | —    | —    | 40        | 0         |
| RB Leipzig          | 2023–24             | Bundesliga          | 31           | 2            | 1            | 0            | 7        | 1        | 1    | 0    | 40        | 3         |
| RB Leipzig          | Tổng cộng           | Tổng cộng           | 59           | 2            | 5            | 0            | 15       | 1        | 1    | 0    | 80        | 3         |
| Tổng cộng sự nghiệp | Tổng cộng sự nghiệp | Tổng cộng sự nghiệp | 201          | 10           | 13           | 2            | 15       | 1        | 5    | 1    | 234       | 14        |

1. ↑  Bao gồm DFB-Pokal
2. ↑  Ra sân tại Play-off thăng hạng/xuống hạng Regionalliga
3. 1 2  Ra sân tại UEFA Champions League
4. ↑  Ra sân tại DFL-Supercup

### Quốc tế
Tính đến 7 tháng 6 năm 2024
| Đội tuyển quốc gia | Năm       | Trận | Bàn |
| ------------------ | --------- | ---- | --- |
| Đức                | 2021      | 3    | 0   |
| Đức                | 2022      | 12   | 0   |
| Đức                | 2023      | 4    | 0   |
| Đức                | 2024      | 2    | 0   |
| Tổng cộng          | Tổng cộng | 21   | 0   |

## Danh hiệu

### Câu lạc bộ

#### RB Leipzig
- DFB-Pokal: 2022–23[10]
- DFL-Supercup: 2023[18]

### Quốc tế

#### U-21 Đức
- Giải vô địch bóng đá U-21 châu Âu: 2021[19]

Cá nhân
- Đội hình xuất sắc nhất mùa giải Bundesliga: 2021–22
- Đội hình xuất sắc nhất U-21 Euro: 2021